# Challand-Saint-Victor
Challand-Saint-Victor es un municipio italiano de 599 habitantes de Valle de Aosta. Se halla en el bajo Valle de Ayas.

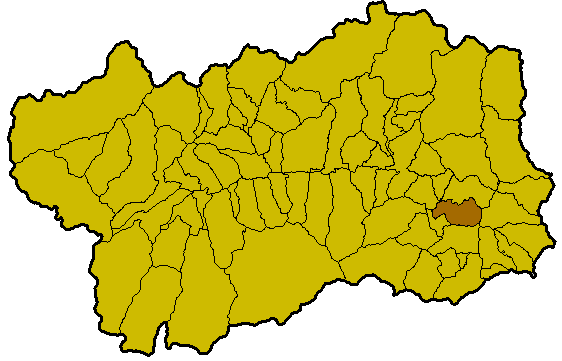
Ubicación de Challand-Saint-Victor en el Valle de Aosta.

## Lugares de interés
- Los Puentes "romanos": se hallan en la fracción Vervaz y, pese a su nombre, son de origen medieval.
- La Torre de Bonot. Se encuentra en lasafueras de Isollaz y se trata de una antigua torre de vigía para comunicar entre los castillos de Graines, de Villa y de Verrès.
- Las ruinas del Castillo de Villa. Antiguo castillo del siglo X, se encuentra en un cerro, un poco lejos de la carretera que sube de Villa al lago.
- La reserva natural del Lago de Villa. La reserva protege un territorio con un claro contraste entre el ambiente palustre del lago y el ambiente árido de los alrededores.
- La cascada de Croix d'Arlaz, en las afueras de Isollaz.

## Transportes

### Aeropuerto
El aeropuerto más cercano es el de Turín.

### Conexiones viales
La conexión vial principal es la autopista A5 Turín-Aosta y tiene una salida en Verrès.

### Conexiones ferroviarias
La estación de ferrocarril más cercana es la de Verrès, en la línea Turín-Aosta .

## Evolución demográfica
| Gráfica de evolución demográfica de Challand-Saint-Victor entre 1861 y 2001 |
|                                                                             |
| Fuente ISTAT - elaboración gráfica de Wikipedia                             |

- Datos: Q34904
- Multimedia: Challand-Saint-Victor / Q34904

1. ↑  Worldpostalcodes.org, código postal n.º 11020.
2. ↑  «Codici Catastali». Comuni-italiani.it (en italiano). Consultado el 29 de abril de 2017.